# Pilskie Towarzystwo Piłki Siatkowej
Il Pilskie Towarzystwo Piłki Siatkowej è una società pallavolistica femminile polacca con sede a Piła: milita nel campionato di Liga Siatkówki Kobiet.

## Storia
Il Pilskie Towarzystwo Piłki Siatkowej viene fondato nel 1993 dalle ceneri del club WKS Sokół Piła ed è iscritto direttamente al campionato di prima divisione: nella stagione 1996-97 chiude al primo posto e viene promosso in I liga seria A. La prima stagione nel massimo campionato polacco si conclude con un sesto posto.
A partire dalla stagione 1998-99, grazie anche a un'ottima campagna acquisti, il WKS club vince il campionato per quattro stagioni di fila, oltre a tre vittorie in Coppa di Polonia. Dopo la vittoria del primo scudetto la squadra è qualificata di diritto alla Champions League, riuscendo anche ad arrivare alle final-four, ma chiudendo poi al quarto posto: in ambito europeo seguono poi altre presenze, oltre che in Champions League, anche in Coppa CEV e nella Top Teams Cup, senza però mai riuscire a superare i quarti di finale.
Dopo questa serie di successi il club è sempre presente nelle zone alte della classifica, senza però riuscire a vincere alcuna competizione, fino al 2008 quando si aggiudica nuovamente la Coppa di Polonia, che gli permette di disputare la supercoppa polacca, nella quale ottiene il primo successo.
Nella stagione 2009-10 il club, nonostante il sesto posto finale in classifica, deve fronteggiare l'acuirsi di una crisi economica che porta ad un accordo strategico con il Trefl Sopot con lo scambio di titolo sportivo fra le due compagini: la formazione di Sopot viene ammessa in massima serie mentre quella di Piła disputa il campionato di I liga, ottenendo tuttavia un'immediata promozione nell'annata 2010-11.
Nel decennio successivo la società mantiene stabilmente il proprio posto in Liga Siatkówki Kobiet, senza tuttavia ottenere risultati di particolare rilievo: al termine del campionato 2020-21, complice l'ultimo posto in classifica, retrocede in I liga.

## Rosa 2019-2020
| N° | Nome                | Ruolo | Data di nascita  | Nazionalità sportiva |
| -- | ------------------- | ----- | ---------------- | -------------------- |
| 1  | Judyta Gawlak       | C     | 6 novembre 1990  | Polonia              |
| 2  | Paula Słonecka      | S     | 9 aprile 1992    | Polonia              |
| 4  | Karolina Bednarek   | C     | 31 ottobre 1988  | Polonia              |
| 7  | Rozalia Hnatyszyn   | S     | 17 agosto 2000   | Polonia              |
| 8  | Magdalena Saad      | L     | 14 maggio 1985   | Polonia              |
| 11 | Gabriela Ponikowska | C     | 20 maggio 1993   | Polonia              |
| 14 | Emilia Kajzer       | P     | 10 marzo 1992    | Polonia              |
| 16 | Olga Markiewicz     | S     | 1º giugno 1999   | Polonia              |
| 17 | Aleksandra Kazała   | S     | 12 luglio 1996   | Polonia              |
| 19 | Marta Janiszewska   | O     | 29 luglio 2000   | Polonia              |
| 20 | Anna Pawłowska      | L     | 22 febbraio 1998 | Polonia              |
| 21 | Oliwia Urban        | S     | 21 novembre 1996 | Polonia              |
| 22 | Sylwia Kucharska    | P     | 8 novembre 1995  | Polonia              |
| 23 | Żaneta Baran        | O     | 23 agosto 1989   | Polonia              |
| -  | Daria Dąbrowska     | S     | 15 giugno 1996   | Polonia              |

## Palmarès
- Campionato polacco: 4

1998-99, 1999-00, 2000-01, 2001-02
- Coppa di Polonia: 4

1999-00, 2001-02, 2002-03, 2007-08
- Supercoppa polacca: 1

2008